# Felipe Fraga
Felipe Fraga (Jacundá, 3 luglio 1995) è un pilota automobilistico brasiliano, vincitore della 24 Ore di Daytona classe LMP3 nel 2022.

## Carriera

### Stock Car Brasil
Dopo aver vinto il Campionato Turismo brasiliano l'anno prima, nel 2014 esordisce nel campionato Stock Car Brasil con il team Vogel Motorsport. Nella prima stagione ottiene due vittorie e un altro podio ma chiude 15º in classifica generale molto lontano dal campione Rubens Barrichello. Nel 2015 passa al team Voxx Racing con cui ottiene un'altra vittoria. Il 2016 è l'anno della svolta per Fraga, con il team Cimed Racing vince cinque gare e grazie ad altri tre podi vince il campionato davanti a Rubens Barrichello e Daniel Serra.
Nei due anni successivi continua nella serie brasiliana con il team Cimed. Fraga si dimostra sempre molto veloce, ottiene altre sei vittorie in due anni e sfiora il suo secondo titolo nel 2018 dove chiude secondo a 18 punti da Serra. Nel 2019 partecipa alla sua ultima stagione del Stock Car Brasil dove ottiene altre tre vittorie.

### Endurance

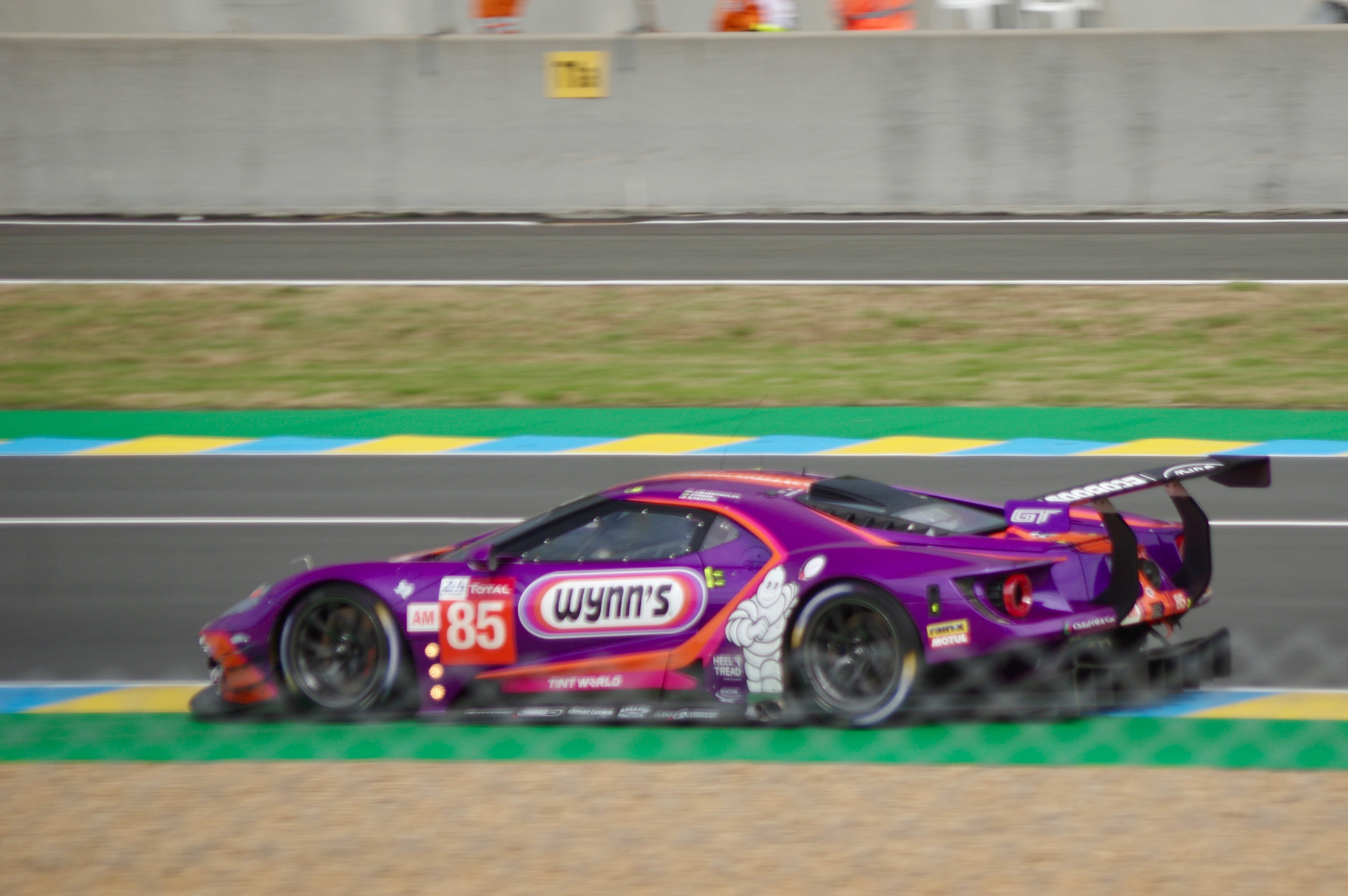
Felipe Fraga a guida della Ford GT durante la 24 Ore di Le Mans nel 2019

Nel 2018 esordisce nell'IMSA durante l'ultima gara a Petit Le Mans a guida della Mercedes-AMG GT3. L'anno successivo partecipa sempre nella classe GTD alla sua prima 24 Ore di Daytona e ad altre tre gare del campionato. Lo stesso anno partecipa anche alla sua prima 24 Ore di Le Mans a guida della Ford GT.
Dopo un 2020 più impegnato nel WEC torna nel 2021 nel Campionato IMSA WeatherTech SportsCar dove conquista quattro vittorie nella classe LMP3 e chiude quarto in classifica finale. Inoltre con il team TF Sport chiude secondo nella 24 Ore di Le Mans del 2021 nella classe GTE Am.
Nel 2022 con la Ligier JS P320 del team Riley Motorsports conquista la sua prima 24 Ore di Daytona.

### DTM
Nel 2022 Fraga viene scelto come pilota titolare dal team AF Corse supportato dal Red Bull insieme a Nick Cassidy. Nella seconda gara stagionale a Portimão conquista il suo primo podio, arrivando secondo dietro a Nico Müller. Nella seconda gara del Norisring Fraga conquista la sua prima pole che trasforma poi nella sua prima vittoria chiudendo davanti a Mirko Bortolotti e René Rast.

## Risultati

### Risultati 24 Ore di Le Mans
| Anno | Team               | Co-piloti                      | Auto                     | Classe | Giri | Pos. | Class Pos. |
| ---- | ------------------ | ------------------------------ | ------------------------ | ------ | ---- | ---- | ---------- |
| 2019 | Keating Motorsport | Ben Keating Jeroen Bleekemolen | Ford GT                  | GTE Am | 334  | SQ   | SQ         |
| 2020 | Team Project 1     | Ben Keating Jeroen Bleekemolen | Porsche 911 RSR          | GTE Am | 326  | 40°  | 14°        |
| 2021 | TF Sport           | Ben Keating Dylan Pereira      | Aston Martin Vantage AMR | GTE Am | 339  | 26°  | 2°         |

### Risultati 24 Ore di Daytona
| Anno | Team                                | Co-piloti                                  | Auto             | Classe | Giri | Pos. | Class Pos. |
| ---- | ----------------------------------- | ------------------------------------------ | ---------------- | ------ | ---- | ---- | ---------- |
| 2019 | Mercedes-AMG Team Riley Motorsports | Ben Keating Jeroen Bleekemolen Luca Stolz  | Mercedes-AMG GT3 | GTD    | 560  | 22°  | 6°         |
| 2020 | Riley Motorsports                   | Lawson Aschenbach Ben Keating Gar Robinson | Mercedes-AMG GT3 | GTD    | 740  | 29°  | 11°        |
| 2022 | Riley Motorsports                   | Kay van Berlo Michael Cooper Gar Robinson  | Ligier JS P320   | LMP3   | 723  | 13°  | 1°         |
| 2024 | Riley                               | Josh Burdon Felipe Massa Gar Robinson      | Oreca 07         | LMP2   | 767  | 11   | 3º         |

### DTM
(legenda) (Le gare in grassetto indicano la pole position) (Le gare in corsivo indicano Gpv)
| Anno | Team              | Vettura                  | 1   | 2   | 3   | 4   | 5   | 6    | 7   | 8   | 9   | 10  | 11  | 12  | 13  | 14  | 15  | 16  | Punti | Pos. |
| ---- | ----------------- | ------------------------ | --- | --- | --- | --- | --- | ---- | --- | --- | --- | --- | --- | --- | --- | --- | --- | --- | ----- | ---- |
| 2022 | Red Bull AF Corse | Ferrari 488 GT3 Evo 2020 | POR | POR | LAU | LAU | IMO | IMO  | NOR | NOR | NÜR | NÜR | SPA | SPA | RBR | RBR | HOC | HOC | 60    | 16º  |
| 2022 | Red Bull AF Corse | Ferrari 488 GT3 Evo 2020 | Rit | 23  | Rit | NP  | Rit | Rit2 | Rit | 1   | Rit | 12  | 7   | 8   | Rit | 15  | 13  | NP  | 60    | 16º  |